# Melbilre, Koppa
Melbilre là một làng thuộc tehsil Koppa, huyện Chikmagalur, bang Karnataka, Ấn Độ.